# Paratheca borneensis
Paratheca borneensis is een keversoort uit de familie klopkevers (Anobiidae). De wetenschappelijke naam van de soort is voor het eerst geldig gepubliceerd in 1924 door Scott.